# Puente la Reina-Gares
Pour les articles homonymes, voir Puente la Reina.
Puente la Reina en espagnol, ou Gares en basque, est une ville et une municipalité de la communauté forale de Navarre, dans le Nord de l'Espagne.
Elle est le chef-lieu de la comarque de Puente la Reina. Son nom officiel, juxtaposition des noms castillan et basque, est Puente la Reina-Gares. C'est aussi le nom de la ville chef-lieu de la municipalité.
Le Camino navarro section locale du Camino francés des chemins de Compostelle, au sens large, rejoint en amont de cette ville (cf. infra) le Camino aragonés. Au sens strict, c'est le lieu de formation du Camino francés. 
Elle est située dans la zone linguistique mixte de la province.

## Géographie
Puente la Reina est situé à 24 km au sud-ouest de Pampelune.

### Localités limitrophes
| Nord-ouest Belascoáin | Nord Zabalza                                   | Nord-est Cendea de Cizur |
| Ouest Guirguillano | Rose des vents, version espagnole et française | Est Legarda              |
| Sud-ouest Artazu et Mañeru | Sud Mendigorría                                | Sud-est Obanos           |
| Entre parenthèses sont indiqués les municipios (municipalités ou cantons) dont dépendent les concejos (communes) ou autres localités mineures. |                                                |                          |

## Histoire
Il ne fait aucun doute que le site de Gares ait été peuplé dès l'antiquité, en effet une voie unissait la ville de Pampelune à la vallée de l'Èbre et la cité romaine d'Andelos est toute proche. Il est vrai que les sources écrites sont inexistantes et que cela reste des hypothèses. Jusqu'à l'an mil, au débouché de la Valdizarbe, vallée qui longe la rivière Arga, affluent de l’Èbre, de Pampelune à Puente la Reina en passant par Echarri, il y avait ici un gué redouté des pèlerins, tant à cause des crues que des passeurs.
Gares tout entière s'est tournée vers les revenus du pèlerinage, avec la construction d'un pont pour faciliter le passage des pèlerins. L’ancien site a été par la suite abandonné pour une ville neuve au plan rigoureux. Elle est enfermée dans une enceinte avec une église.
À l’intérieur de cette enceinte, des parcelles ont été définies de part et d’autre de la route. À l’extérieur et pendant au pont, l’hospice et le monastère avec sa chapelle ont été édifiés à l’attention des pèlerins rejetés.
Puente la Reina qui signifie littéralement Pont de la Reine, tire son nom du pont à six arcs brisés et piliers ajourés que fit bâtir au XIe siècle une souveraine pour les pèlerins ; mais laquelle ? Les historiens se prononcent sans se mettre d'accord, hésitant entre Doña Elvira, dite Doña Mayor, épouse de Sanche III el Mayor (le grand) (981-roi 1000-1035) et Doña Estefania, épouse de Garcia de Nàjera (1021-roi 1035-1054). 
Ce pont est mentionné dans la chronique du Pseudo-Turpin, Charlemagne étant venu, selon le texte, « usque ad pontem Arge » .
En 1090, à la demande de l'abbé du monastère d'Irache, des Francs construisirent des moulins sur la rivière et, en 1121, Alphonse Ier d'Aragon, dit le Batailleur (1073-roi 1104-1134) confiait, à un certain Monètario, la responsabilité de fonder, en cet endroit, une ville nouvelle en accordant aux jacquets qui s'y fixent des privilèges identiques à ceux d'Estella. Pour encourager ceux qui souhaitaient venir s'y installer, il leur céda des terrains entre l'Arga et le pré d'Obanos. Dès lors, un noyau de Francs s'y fixa pour l'accueil des pèlerins.
La charte signée (fors) entre Alphonse Ier d'Aragon et les villageois va permettre un grand développement économique, et le nom de la ville Gares change son nom basque pour celui de Puente la Reina, nom du pont déjà construit depuis près d'un siècle.
Le plan rectangulaire et régulier de la ville, organisé autour de l'axe central que constitue la Calle Mayor, rappelle celui de certaines bastides d'Aquitaine et du Languedoc, de fondation plus tardive. Puente la Reina prend alors cette disposition si caractéristique de ville rue du Camino.
Le carlisme, sous la devise « Dieu, Patrie et Roi » fut très bien accueilli en Navarre. Plusieurs localités navarraises situées prinicipalement au nord et au centre furent le théâtre d'affrontements ou de rencontres paisibles de 1833 jusqu'à 1876. Lors des conflits carlistes, la région de Puente la Reina-Gares devint un lieu de passage vers la conquête de Pampelune, et fut le scénario de nombreuses batailles ; cette localité était sous le pouvoir des libéraux lorsque les carlistes commencèrent à l'asséger en juillet 1835. Les libéraux, se voyant traqués, sortirent du siège et reussirent à tuer par surprise les artilleurs carlistes qui étaient en train de les canonner, ce qui obligea ces derniers à se retirer.

### Les Templiers et les Hospitaliers
Des Templiers furent invités à s'établir dans la ville dès 1142 et reçurent, du roi Garcia V Ramírez de Navarre (1107-roi 1134-1150), le droit de vendre du pain et du vin. Ils firent construire, à l'entrée de la ville, l'église de Santa Maria de las Huertas, appelée aujourd'hui, l’église du Crucifix car elle abrite un magnifique Christ rhénan du XIVe siècle.
Après la dissolution de l’Ordre du Temple par le roi de France, Philippe le Bel, en 1312, ce furent les Hospitaliers de l'ordre de Saint-Jean de Jérusalem qui reprirent ses biens.
En 1442, Jean de Caumont, le prieur des Hospitaliers, fonda, à proximité de l'église du Crucifix, un grand hôpital de pèlerins.

## Démographie
| Évolution démographique                                          | Évolution démographique | Évolution démographique | Évolution démographique | Évolution démographique | Évolution démographique | Évolution démographique | Évolution démographique | Évolution démographique | Évolution démographique | Évolution démographique |
| 1996                                                             | 1998                    | 1999                    | 2000                    | 2001                    | 2002                    | 2003                    | 2004                    | 2005                    | 2006                    | 2007                    |
| ---------------------------------------------------------------- | ----------------------- | ----------------------- | ----------------------- | ----------------------- | ----------------------- | ----------------------- | ----------------------- | ----------------------- | ----------------------- | ----------------------- |
| 2 120                                                            | 2 094                   | 2 254                   | 2 276                   | 2 345                   | 2 463                   | 2 520                   | 2 546                   | 2 611                   | 2 630                   | 2 663                   |
| Sources : Puente la Reina et instituto de estadística de navarra |                         |                         |                         |                         |                         |                         |                         |                         |                         |                         |

## Administration
| Mandat      | Maires                  | Parti politique            |
| ----------- | ----------------------- | -------------------------- |
| 1979 - 1987 | Feliciano Vélez Medrano | Agrupación Puentesina      |
| 1987 - 1991 | Antonio Martínez Lautre | Agrupación Ximénez de Rada |
| 1991 - 1995 | Xabier Vélez            | Herri Batasuna             |
| 1995 - 1996 | Carmen Etayo            | Agrupación Puentesina      |
| 1997 - 1999 | Xabier Vélez            | Herri Batasuna             |
| 1999 - 2003 | Eva Erro Ochoa          | Agrupación Ximénez de Rada |
| 2003 - 2007 | Eva Erro Ochoa          | Agrupación Ximénez de Rada |
| 2007 - 2011 | Feliciano Vélez         | Agrupación Puentesina      |

| Partis politiques dans l'Ayuntamiento de Puente la Reina/Gares                                                                                     |                          |
| Parti politique | Concejales (conseillers) |
| Agrupación Puentesina (AEP *) | 4                        |
| Agrupación Ximénez de Rada (AXR **) | 4                        |
| Acción Nacionalista Vasca (ANV-EAE) | 3                        |
| (*) AEP : Groupement indépendant progressiste, à idéologie de gauche. (**) AXR : Groupement indépendant conservateur, à idéologie de centre-droit. |                          |

## Culture et patrimoine

### Patrimoine civil
La rúa Mayor

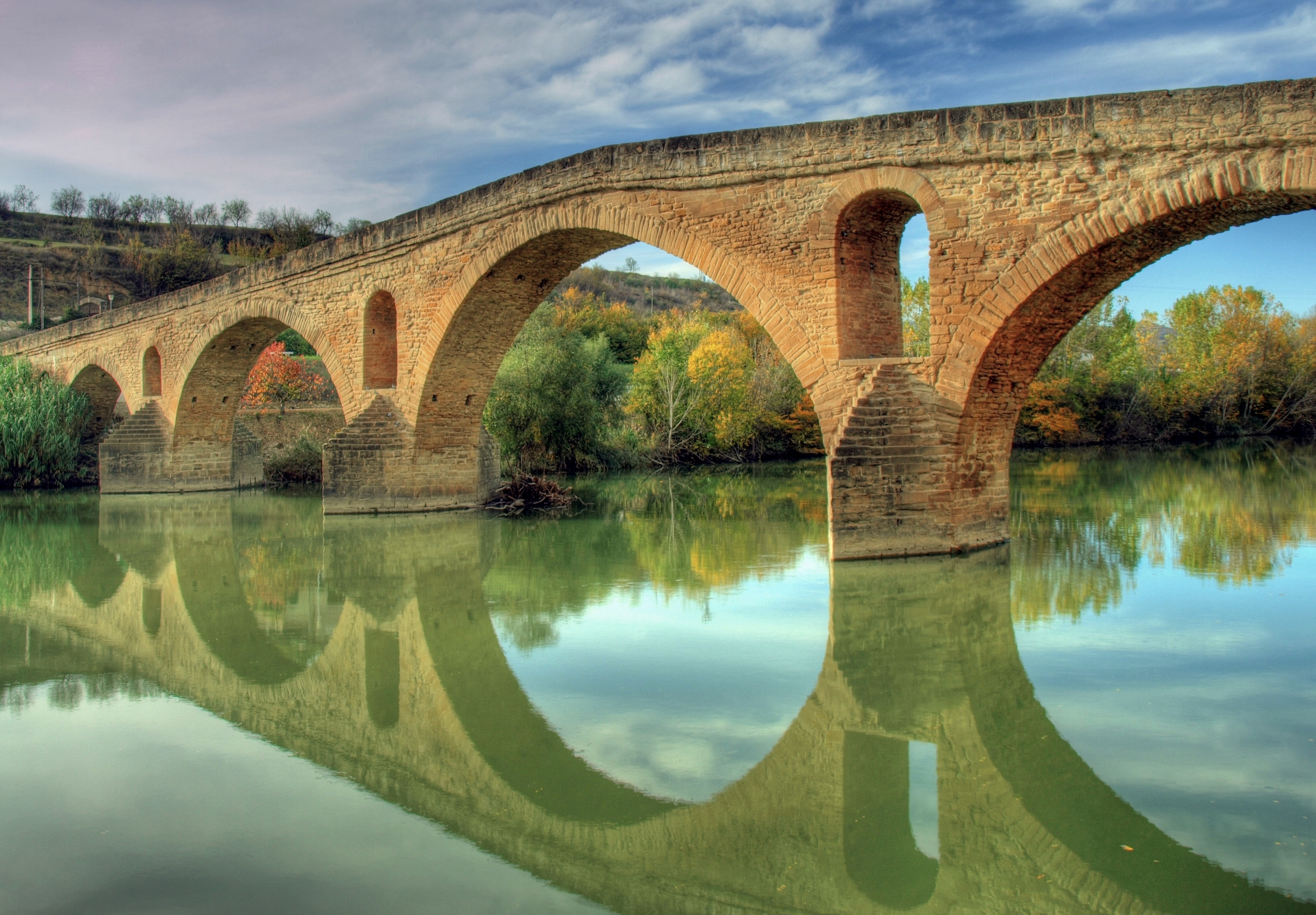
Le pont des pèlerins.

La grande rue garde une atmosphère médiévale avec ses maisons à portes gothiques et à chapiteaux, ses fréquentes églises... Elle traverse toute la ville jusqu'au fameux pont des pèlerins.
Le pont des pèlerins
Il enjambe le rio Arga, un affluent de l'Èbre. Avec ses six arches, il a conservé son aspect d’origine, à l’exception de la porte fortifiée, construite postérieurement, où les pèlerins devaient acquitter un péage, et celle de la chapelle Notre-Dame, aujourd’hui disparue.

### Patrimoine religieux
L’église del Crucifijo

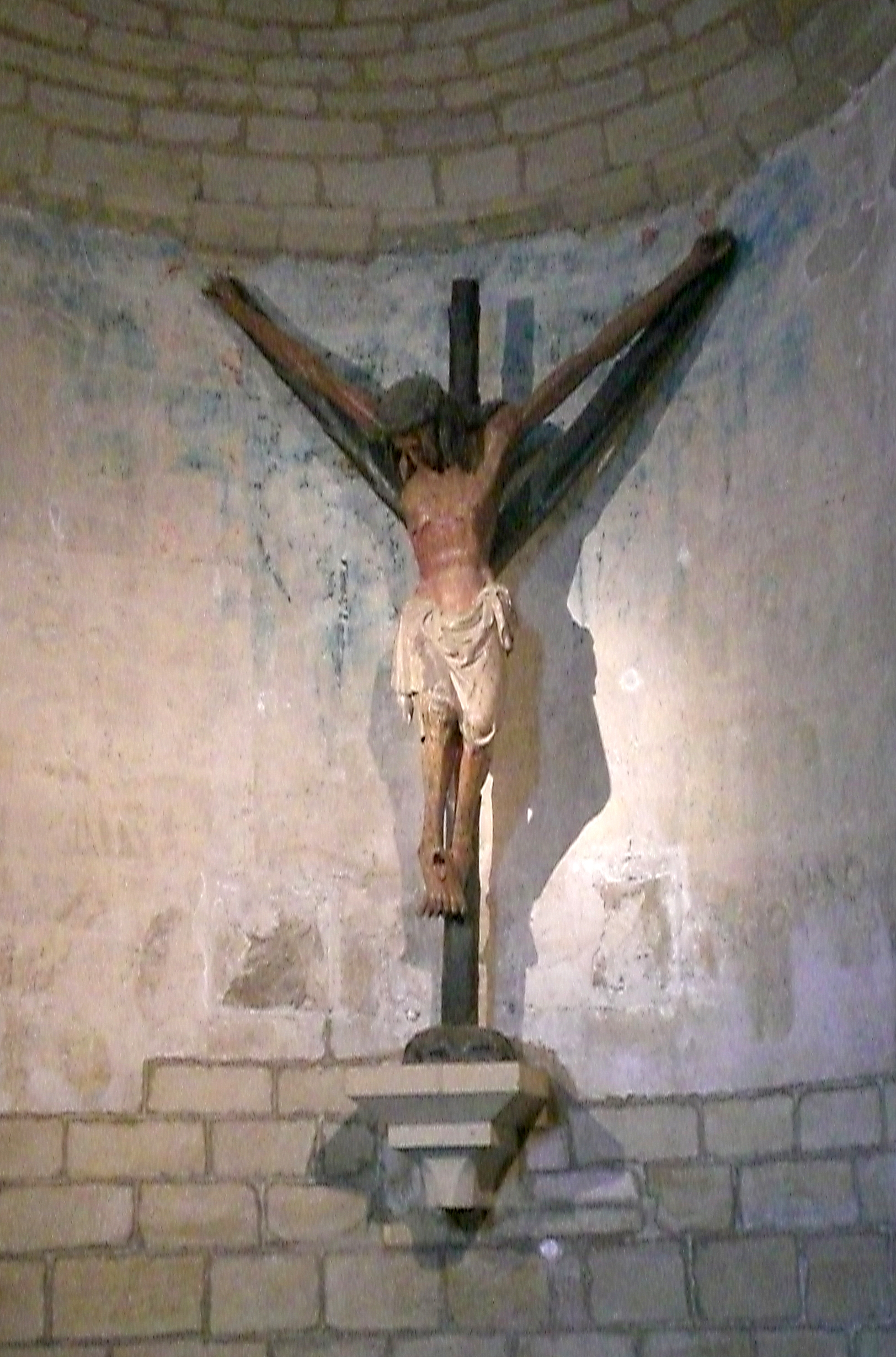
Christ de bois

L’église du Crucifix, d'allure carrée, coiffée d'un fort clocheton ajouré en plein cintre, garde la marque des Templiers qui la bâtirent et y tinrent un hôpital, auquel a aujourd'hui succédé un collège.
Le portail ogival est décoré de coquilles et de plantes.
L’intérieur de l’église est à l'image du dépouillement voulu par les « moines-soldats, » le silence est propice au recueillement face à la statue romane de Santa Maria de las Huestas. La simple nef romane d'origine du XIIe siècle, a été doublée au XIVe siècle, d'une autre nef à trois travées sous laquelle se trouve un Christ de bois du XIVe siècle, cloué sur la croix en position de Y, œuvre sans doute apportée par un pèlerin allemand.
L’église de Santiago
Elle se trouve à mi-rue de la rúa Mayor, mentionnée dès 1142, restaurée au XVIe siècle, garde de ses origines un portail roman qui fut exécuté à la fin du XIIe siècle, à cinq voussures. Elle offre l’exemple de l’un des rares emprunts effectués par les portails navarrais à l’art musulman. Il s’agit du dessin polylobé et ajouré de la voussure centrale. On retrouve cette particularité à San Pedro de la Rúa à Estella, ainsi qu’à San Román de Cirauqui.
Sur les voussures historiées du portail de l’église de Santiago le décor disposé dans le sens de la courbure des arcs, s’ordonne de part et d’autre de sujets placés à la clef. Le nombre des sujets approche quatre-vingt-dix.
À l'intérieur de l’église Saint-Jacques, le retable baroque raconte la vie de saint Jacques. Face à l'entrée, on admirera la splendide statue, taillée dans le cèdre, de saint Jacques pèlerin, pieds nus, bourdon en main, coquilles sur le chapeau, le visage émacié et extatique. On l'appelait beltza, le noir en basque, car la fumée des cierges l'avait noirci, et, récemment, il fut sauvé de justesse du bois de chauffage auquel il était promis... Derrière le maître-autel plusieurs scènes illustrent la vie de l'apôtre, patron de l'église.
L’église San Pedro Apostol
Avant d'atteindre le pont, une ruelle sur la gauche conduit à l'église Saint-Pierre Apôtre.
Récemment restaurée, l'église avec sa croisée d'ogives simple, est du début du XVe siècle, avec de nombreuses adjonctions baroques. Les chapelles, le retable et les orgues sont de 1694.
Elle succéda sans doute à une première église Saint-Pierre qui appartenait déjà en 1174 au monastère de Leyre. Dans la première chapelle du côté de l'autel, le retable de Notre-Dame du Puy ou du Txori, de l’oiseau, conserve la statue de pierre qui, jusqu'en 1834, se trouvait sur le pont.

### Pèlerinage de Compostelle

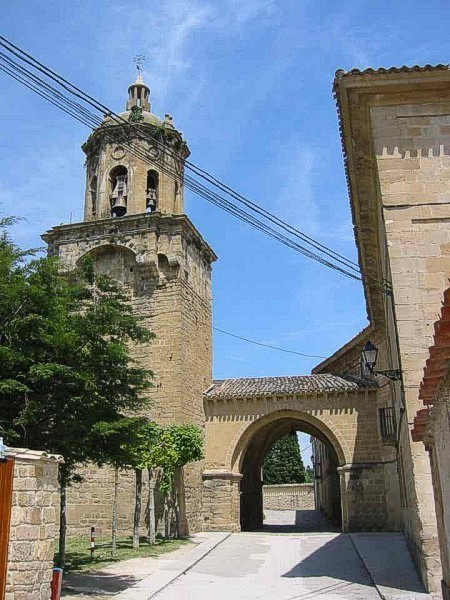
L’entrée de la ville et le clocher de l'église du Crucifix.

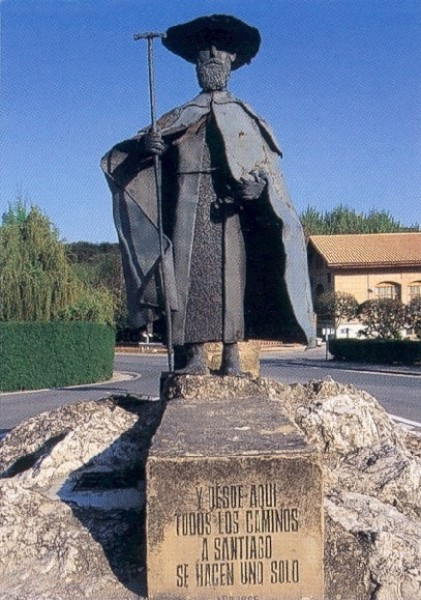
La statue moderne du Pèlerin.

Comme au Moyen Âge, l'entrée dans la ville se fait entre deux tours, vestiges d'une des portes qui s'ouvraient dans les murailles, dont il ne reste pratiquement rien. Puis on passe sous la voûte reliant l'ancien hôpital, qui accueillait les pèlerins, à la « Iglesia del Crucifijo » (l'église du Crucifix), fondée par les Templiers.
Le chemin de Saint-Jacques se confond avec la rue principale, la rúa Mayor ou calle de los Romeus.

#### Les étapes adjacentes
Puente la Reina se trouve sur le chemin du Pèlerinage de Saint-Jacques-de-Compostelle. Les pèlerins qui ont pris le Camino navarro arrivent d'Obanos ; ceux qui ont pris le Camino aragonés arrivent d'Eunate.
La prochaine halte est Mañeru, puis Cirauqui, qui signifie « nid de vipère » en basque, et son église San Roman (Saint-Romain).

#### Un seul chemin

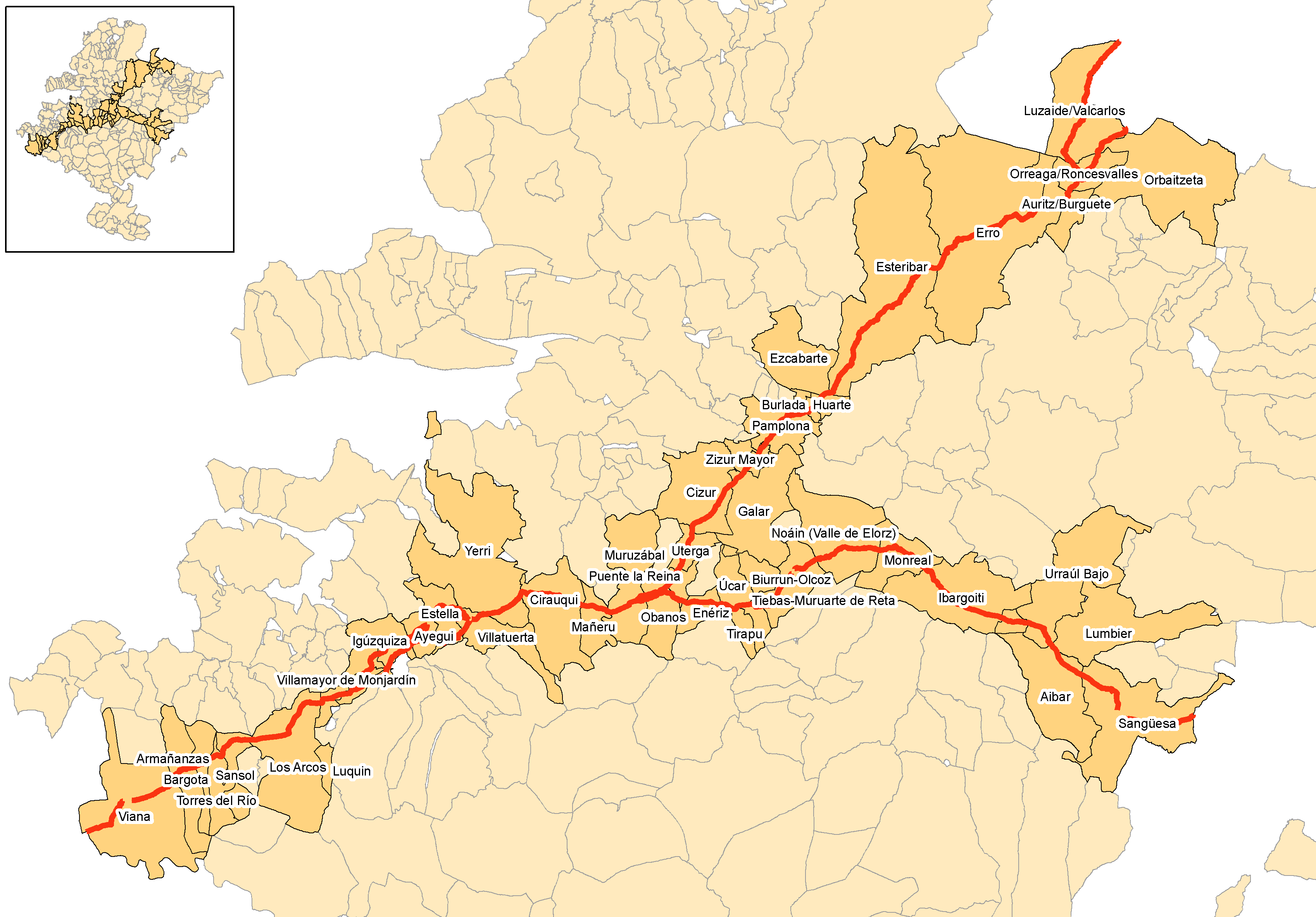
Chemin de Saint-Jacques (Camino de Santiago) en Navarre :
Jonction des Camino navarro et Camino aragonés à Puente la Reina-Gares.

À l'entrée de Puente la Reina en venant d'Obanos, une statue moderne du pèlerin, érigée en 1965, porte une plaque rappelant qu'ici « el Camino aragones » et « el Camino navarro » se fondent en un seul « Camino frances, » le chemin français : « Y desde aqui, todos los caminos a Santiago se hacen uno solo. » (et à partir d’ici, tous les chemins à Santiago ne font plus qu’un.)
Cette inscription reprend le Guide du Pèlerin d’Aimery Picaud au Chapitre Premier, Les Chemins de Saint-Jacques. « La route qui passe par Sainte-Foy, celle qui traverse Saint-Léonard et celle qui passe par Saint-Martin se réunissent à Ostabat et après avoir franchi le col de Cize, elles rejoignent à Puente la Reina celle qui traverse le Somport ; de là un seul chemin conduit à Saint-Jacques. »
Mais elle comporte deux erreurs :
- d'une part, elle oublie que d’autres chemins de Saint-Jacques commencent à être mieux connus, comme celui du littoral cantabrique, celui du littoral français qui le rejoint à Vitoria-Gasteiz, ou bien la Ruta mozarabe et la Vía de la Plata, par Séville et Salamanque.
- d'autre part, concernant le chemin français, elle est également inexacte, car elle a été reportée à l'actuel carrefour des routes nationales, carrefour qui se situait en fait à 1 500 mètres en amont. Les pèlerins venus par l'Aragon rejoignaient le Camino navarro à la sortie d'Obanos, très exactement à l'ermitage San Salvador.

#### L'étape du Codex Calixtinus
Dans le Guide du Pèlerin, Aimery Picaud cite au Chapitre VI, Fleuves bons et mauvais que l’on rencontre sur le chemin de Saint-Jacques : « Voici les fleuves que l'on rencontre depuis le port de Cize et le Somport jusqu'à Saint-Jacques : […] du port de Cize jaillit un fleuve sain que beaucoup appellent la Runa, et qui traverse Pampelune. À Puente la Reina coulent à la fois l'Arga et la Runa ; […] dont les eaux sont saines. »

### Légende
La Vierge et le petit oiseau
Jusqu'au siècle dernier, se dressait au milieu du pont une Vierge Renaissance, la statue de Nuestra Señora del Puy (Notre-Dame du Puy), témoignage des liens du pèlerinage de Compostelle avec le grand sanctuaire marial du Puy-en-Velay. Or selon la légende, un petit oiseau remontait le fleuve en s'y mouillant les ailes pour laver ensuite le visage de la Vierge. Devant la foule des habitants, il répétait son manège jusqu'à ce que le visage fût parfaitement propre, puis disparaissait.
Tous les habitants voyaient là un signe d'abondance et de prospérité. Hélas ! Victime de l'outrage des ans, la statue, fort abîmée, fut transportée en 1846 à l'église San Pedro, où elle est connue sous le nom de la Vierge du « Chori » ou « Txori » (oiseau en basque).
Depuis cette année-là, jamais le petit oiseau ne reparut.

### Festivités
- Fiestas de Santiago : du 24 au 30 juillet.
- Ferias : Dernier week-end de septembre.
- Romería de San Martín de Gomácin : 1er mai et deuxième dimanche de septembre.

## Personnalités
- L'évêque Don Rodrigo Ximénez de Rada, né à Punta la Reina, fut Primat de Tolède et artisan de la victoire en 1212 des troupes chrétiennes dans la bataille de Las Navas de Tolosa durant la Reconquista.
- Emilio Arrieta, né à Puente la Reina, musicien, auteur, entre autres, de la zarzuela « Marina ».
- Joaquín María de Azcona y Mencos, né à Puente la Reina, politique traditionaliste et cofondateur de l' Asociación Euskara de Navarra (l' association Euskara de Navarre).
- Le père Angel Gastelú, poète, né à Puente la Reina en 1914, émigra à Cuba.
- Le père Antonio Pérez, philosophe, né à Puente la Reina en 1599.

## Loisirs et hébergements
Hôtels
- Jakue y El Peregrino (Relais & Châteaux).
- Albergue de Peregrinos (refuge de pèlerins) de los Padres Reparadores.
- Casa Rural (refuge municipal) Erreka,
- Hotal rural Bidean.
- Albergue Santiago Apóstol

Restaurants
Bar Eunea, Bar La Conrada, Bar Zenón, Bar Mikel, Bar Aloa, Bar La Torreta, Bar Yonny´s.
Discothèque
Gares

## Jumelage
- Saint-Sever (France) depuis le 24 juin 1973[3], qui se situe aussi sur les chemins de Saint-Jacques.

### Sources et bibliographie
- « Puente la Reina y Sarría en la Historia » Alejandro Díez y Díaz, 1989.
- « Puente la Reina, confluencia de rutas jacobeas » José María Jimeno Jurío, 2000.
- « Documento de análisis y diagnóstico de la realidad integral de Puente la Reina-Gares », 2004 Agenda 21
- Grégoire, J.-Y. & Laborde-Balen, L. , « Le Chemin de Saint-Jacques en Espagne - De Saint-Jean-Pied-de-Port à Compostelle - Guide pratique du pèlerin », Rando Éditions, mars 2006,  (ISBN 2-84182-224-9)
- « Camino de Santiago St-Jean-Pied-de-Port - Santiago de Compostela », Michelin et Cie, Manufacture Française des Pneumatiques Michelin, Paris, 2009,  (ISBN 978-2-06-714805-5)
- « Le Chemin de Saint-Jacques Carte routière », Junta de Castilla y León, Editorial Everest